# Olympische Winterspiele 2006/Eishockey (Frauen)/Qualifikation
Die Qualifikation zum olympischen Eishockeyturnier der Frauen 2006 wurden im November 2004 ausgetragen. Dabei wurden drei Plätze des Endturniers ausgespielt. Dazu kamen die vier besten Nationen der IIHF-Weltrangliste des Jahres 2004 sowie die Gastgebernation Italien.
Die drei Plätze wurden in einem einstufigen System zwischen elf Teilnehmern ausgespielt. Die Einstufung erfolgte ebenfalls nach dem Stand der IIHF-Weltrangliste 2004. In der letzten Qualifikationsrunde sicherten sich die Russland, Deutschland und die Schweiz die verbleibenden drei freien Plätze im olympischen Eishockeyturnier.

## Direkte Qualifikation
Für das olympische Turnier qualifizierten sich neben dem Gastgeber Italien die ersten vier Nationen der IIHF-Weltrangliste nach Abschluss der Weltmeisterschaft 2004 direkt:
| Rang | Land                | WM 2004 (100 %) | OS 2002 (75 %) | WM 2001 (50 %) | WM 2000 (25 %) | Summe |
| ---- | ------------------- | --------------- | -------------- | -------------- | -------------- | ----- |
| 1    | Kanada              | 1200            | 1200           | 1200           | 1200           | 3000  |
| 2    | Vereinigte Staaten  | 1160            | 1160           | 1160           | 1160           | 2900  |
| 3    | Finnland            | 1120            | 1100           | 1100           | 1120           | 2775  |
| 4    | Schweden            | 1100            | 1120           | 1020           | 1100           | 2725  |
| 5    | Russland            | 1060            | 1060           | 1120           | 1060           | 2680  |
| 6    | Deutschland         | 1040            | 1040           | 1060           | 1020           | 2605  |
| 7    | Volksrepublik China | 1020            | 1020           | 1040           | 1040           | 2565  |
| 8    | Schweiz             | 1000            | 960            | 960            | 940            | 2435  |
| 9    | Kasachstan          | 940             | 1000           | 1000           | 960            | 2430  |
| 10   | Japan               | 980             | 940            | 940            | 1000           | 2405  |
| 11   | Tschechien          | 920             | 0              | 920            | 840            | 1590  |
| 12   | Lettland            | 900             | 0              | 860            | 860            | 1545  |
| 13   | Frankreich          | 880             | 0              | 880            | 880            | 1540  |
| 14   | Norwegen            | 860             | 0              | 840            | 920            | 1510  |
| 15   | Nordkorea           | 840             | 0              | 900            | 800            | 1490  |
| 16   | Dänemark            | 820             | 0              | 820            | 900            | 1455  |
| 17   | Italien             | 800             | 0              | 760            | 820            | 1385  |
| 18   | Slowakei            | 780             | 0              | 800            | 780            | 1375  |
| 19   | Niederlande         | 760             | 0              | 780            | 720            | 1330  |
| 20   | Großbritannien      | 720             | 0              | 740            | 760            | 1280  |

## Modus
Drei Plätze beim olympischen Eishockeyturnier der Frauen wurden im Zuge von Qualifikationsspielen vergeben. Die Qualifikation sollte in drei Turnieren mit jeweils vier Teams ausgetragen werden. Teilnahmeberechtigt waren die Mannschaften auf den Plätzen 5 bis 16 der IIHF-Weltrangliste nach der Weltmeisterschaft 2004. Da jedoch Nordkorea und Dänemark, als 15. und 16. der Rangliste, verzichteten und von den nachfolgenden Teams nur Slowenien als 26. der Rangliste bereit war nachzurücken, fanden die Qualifikationsspiele nur mit elf Mannschaften statt. Die drei Gruppensieger der Qualifikationsturniere waren für Olympia qualifiziert.
Unter den nichtqualifizierten Nationen bildete die Internationale Eishockey-Föderation eine Rangfolge, die auch in die IIHF-Weltrangliste 2006 einging.

## Qualifikation

### Gruppe A
Das Qualifikationsturnier der Gruppe A fand vom 11. bis 13. November 2004 im russischen Podolsk statt. Die Spiele fanden im 5.500 Zuschauer fassenden Eispalast Witjas statt. Die drei am Turnier teilnehmenden Mannschaften spielten dabei einen Startplatz für das olympische Eishockeyturnier aus.
Die russische Mannschaft konnte mit zwei Siegen den Heimvorteil nutzen und sich für Olympia qualifizieren. Mit Jekaterina Dil und Oksana Tretjakowa stellte Russland auch die beiden Topscorerinnen des Turniers. Sie erreichten jeweils zwei Punkte.
| 11. November 2004 18:30 Uhr (Ortszeit) | Tschechien | 0:3 (0:3, 0:0, 0:0) Spielbericht | Russland J. Dil (9:22) O. Tretjakowa (12:27) J. Smolenzewa (17:10) | Eispalast Witjas, Podolsk Zuschauer: 1.700 |

| 12. November 2004 18:30 Uhr | Japan Y. Tamada (33:06) Y. Kawashima (37:03) H. Takashima (41:15) S. Nihon’yanagi (43:45) | 4:1 (0:1, 2:0, 2:0) Spielbericht | Tschechien M. Vojáková (14:37) | Eispalast Witjas, Podolsk Zuschauer: 700 |

| 13. November 2004 17:00 Uhr | Russland S. Schtscheltschkowa (6:45) J. Gladyschewa (16:26) S. Trefilowa (22:39) | 3:2 (2:0, 1:1, 0:1) Spielbericht | Japan A. Tsuchida (36:43) H. Kubo (59:05) | Eispalast Witjas, Podolsk Zuschauer: 2.100 |

| Pl. |            | Sp | S | U | N | Tore | Punkte |
| 1.  | Russland   | 2  | 2 | 0 | 0 | 6:2  | 4:0    |
| 2.  | Japan      | 2  | 1 | 0 | 1 | 6:4  | 2:2    |
| 3.  | Tschechien | 2  | 0 | 0 | 2 | 1:7  | 0:4    |

Abkürzungen: Pl. = Platz, Sp = Spiele, S = Siege, U = Unentschieden, N = Niederlagen

Erläuterungen: Qualifikant für das olympische Eishockeyturnier

### Gruppe B
Das Qualifikationsturnier der Gruppe B fand vom 11. bis 14. November 2004 im deutschen Bad Tölz statt. Die Spiele fanden in der 4.115 Zuschauer fassenden Hacker-Pschorr Arena statt. Die vier am Turnier teilnehmenden Mannschaften spielten dabei einen Startplatz für das olympische Eishockeyturnier aus.
Die deutsche Mannschaft konnte mit drei souveränen Siegen den Heimvorteil nutzen und sich für Olympia qualifizieren. Die Kasachin Olga Potapowa war mit zehn Scorerpunkten, darunter acht Tore, sowohl Topscorerin als auch beste Torschützin des Turniers. Zudem erhielt sie die Auszeichnung als wertvollste Spielerin. Alle weiteren drei Auszeichnungen erhielten deutsche Spielerinnen. Stephanie Wartosch-Kürten wurde als beste Torhüterin, Christina Oswald als beste Verteidigerin und Maritta Becker als beste Stürmerin ausgezeichnet.
| 11. November 2004 16:00 Uhr (Ortszeit) | Kasachstan O. Potapowa (6:40) S. Malzewa (10:46) O. Krjukowa (12:13) N. Jakowtschuk (15:51) N. Jakowtschuk (24:03) L. Alexejewa (26:16) L. Alexejewa (27:38) M. Atarskaja (28:38) O. Potapowa (30:22) O. Potapowa (32:56) M. Atarskaja (33:53) W. Sazonowa (35:24) N. Jakowtschuk (45:27) M. Atarskaja (47:35) O. Potapowa (49:40) N. Jakowtschuk (52:45) O. Potapowa (57:53) | 17:0 (4:0, 8:0, 5:0) Spielbericht | Slowenien | Hacker-Pschorr Arena, Bad Tölz Zuschauer: 99 |

| 11. November 2004 19:30 Uhr | Lettland L. Štolte (18:54) | 1:5 (1:2, 0:1, 0:2) Spielbericht | Deutschland R. Wolf (4:52) M. Becker (6:13) M. Becker (23:33) C. Grundmann (58:08) S. Seiler (59:04) | Hacker-Pschorr Arena, Bad Tölz Zuschauer: 425 |

| 13. November 2004 15:00 Uhr | Kasachstan O. Potapowa (13:08) M. Atarskaja (21:18) O. Potapowa (24:24) O. Potapowa (49:30) | 4:1 (1:0, 2:0, 1:1) Spielbericht | Lettland I. Geca-Miljone (40:27) | Hacker-Pschorr Arena, Bad Tölz Zuschauer: 140 |

| 13. November 2004 18:30 Uhr | Deutschland R. Wolf (8:44) S. Götz (13:54) B. Evers (16:17) C. Grundmann (34:14) B. Evers (37:44) N. Ritter (38:56) S. Seiler (39:48) M. Lanzl (48:00) M. Lanzl (48:49) A. Scheytt (58:26) | 10:1 (3:0, 4:0, 3:1) Spielbericht | Slowenien V. Ažman (51:55) | Hacker-Pschorr Arena, Bad Tölz Zuschauer: 575 |

| 14. November 2004 14:30 Uhr | Slowenien A. Eržen (2:46) V. Ažman (59:26) | 2:11 (1:2, 0:7, 1:2) Spielbericht | Lettland L. Štolte (1:01) I. Koka (4:08) I. Geca-Miljone (22:26) J. Karpova (23:34) I. Bičevska (26:42) I. Koka (30:44) I. Koka (32:57) I. Pētersone (38:07) I. Geca-Miljone (38:25) L. Štolte (41:47) I. Geca-Miljone (50:03) | Hacker-Pschorr Arena, Bad Tölz Zuschauer: 67 |

| 14. November 2004 18:00 Uhr | Deutschland M. Becker (4:21) M. Lanzl (28:11) S. Seiler (31:16) M. Becker (45:01) R. Wolf (53:41) | 5:0 (1:0, 2:0, 2:0) Spielbericht | Kasachstan | Hacker-Pschorr Arena, Bad Tölz Zuschauer: 1.498 |

| Pl. |             | Sp | S | U | N | Tore  | Punkte |
| 1.  | Deutschland | 3  | 3 | 0 | 0 | 20:02 | 6:0    |
| 2.  | Kasachstan  | 3  | 2 | 0 | 1 | 21:06 | 4:2    |
| 3.  | Lettland    | 3  | 1 | 0 | 2 | 13:11 | 2:4    |
| 4.  | Slowenien   | 3  | 0 | 0 | 3 | 03:38 | 0:6    |

Abkürzungen: Pl. = Platz, Sp = Spiele, S = Siege, U = Unentschieden, N = Niederlagen

Erläuterungen: Qualifikant für das olympische Eishockeyturnier

### Gruppe C
Das Qualifikationsturnier der Gruppe C fand vom 11. bis 14. November 2004 in Peking, der Hauptstadt der Volksrepublik China, statt. Die vier am Turnier teilnehmenden Mannschaften spielten dabei einen Startplatz für das olympische Eishockeyturnier aus.
Die Schweizer Mannschaft konnte sich mit drei Siegen, darunter ein knapper 3:2-Sieg über die bis dato ebenfalls ungeschlagenen Gastgeberinnen, für Olympia qualifizieren. Die Chinesin Sun Rui war mit acht Punkten beste Scorerin des Turniers, während die Schweizerin Daniela Diaz mit vier Toren die beste Torschützin war.
| 11. November 2004 14:30 Uhr (Ortszeit) | 11. November 2004 7:30 Uhr (MEZ) | Schweiz D. Diaz (14:16) P. Mosimann (16:22) C. Riechsteiner (33:59) C. Meier (34:37) C. Riechsteiner (46:55) K. Lehmann (47:10) D. Diaz (54:36) D. Diaz (59:13) | 8:0 (2:0, 2:0, 4:0) Spielbericht | Norwegen | Peking Zuschauer: 270 |

| 11. November 2004 18:30 Uhr | 11. November 2004 11:30 Uhr | Frankreich F. Bidaud (11:42) | 1:7 (1:3, 0:3, 1:0) Spielbericht | Volksrepublik China Li X. (7:47) Wang L. (18:16) Li X. (19:07) Sun R. (21:50) Sun R. (26:34) Jin F. (37:53) Su Z. (55:25) | Peking Zuschauer: 500 |

| 12. November 2004 14:30 Uhr | 12. November 2004 7:30 Uhr | Schweiz K. Lehmann (20:20) S. Marty (24:26) S. Marty (25:01) L. Ruhnke (45:02) | 4:3 (0:1, 3:1, 1:1) Spielbericht | Frankreich S. Serre (13:30) G. Personne (26:11) N. Roy (49:20) | Peking Zuschauer: 280 |

| 12. November 2004 18:30 Uhr | 12. November 2004 11:30 Uhr | Volksrepublik China Ma X. (8:07) Zhang B. (31:52) Sun R. (32:46) Wang L. (41:41) Jin F. (44:14) Ma X. (44:55) Jin F. (45:32) Zhang J. (45:54) Jin F. (46:29) Wang L. (55:10) | 10:0 (1:0, 2:0, 7:0) Spielbericht | Norwegen | Peking Zuschauer: 600 |

| 14. November 2004 14:30 Uhr | 14. November 2004 7:30 Uhr | Norwegen M. Carlsson (7:16) H. Martinsen (42:52) | 2:4 (1:0, 0:4, 1:0) Spielbericht | Frankreich D. Iszraelewicz (25:36) C. Duchamp (27:24) N. Roy (38:57) C. Duchamp (39:35) | Peking Zuschauer: 300 |

| 14. November 2004 18:30 Uhr | 14. November 2004 11:30 Uhr | Volksrepublik China Ma X. (40:48) Zhang B. (52:48) | 2:3 (0:0, 0:0, 2:3) Spielbericht | Schweiz D. Diaz (49:38) L. Ruhnke (54:17) C. Riechsteiner (59:54) | Peking Zuschauer: 890 |

| Pl. |                     | Sp | S | U | N | Tore  | Punkte |
| 1.  | Schweiz             | 3  | 3 | 0 | 0 | 15:05 | 6:0    |
| 2.  | Volksrepublik China | 3  | 2 | 0 | 1 | 19:04 | 4:2    |
| 3.  | Frankreich          | 3  | 1 | 0 | 2 | 08:13 | 2:4    |
| 4.  | Norwegen            | 3  | 0 | 0 | 3 | 02:22 | 0:6    |

Abkürzungen: Pl. = Platz, Sp = Spiele, S = Siege, U = Unentschieden, N = Niederlagen

Erläuterungen: Qualifikant für das olympische Eishockeyturnier